# Jersey (textilanyag)

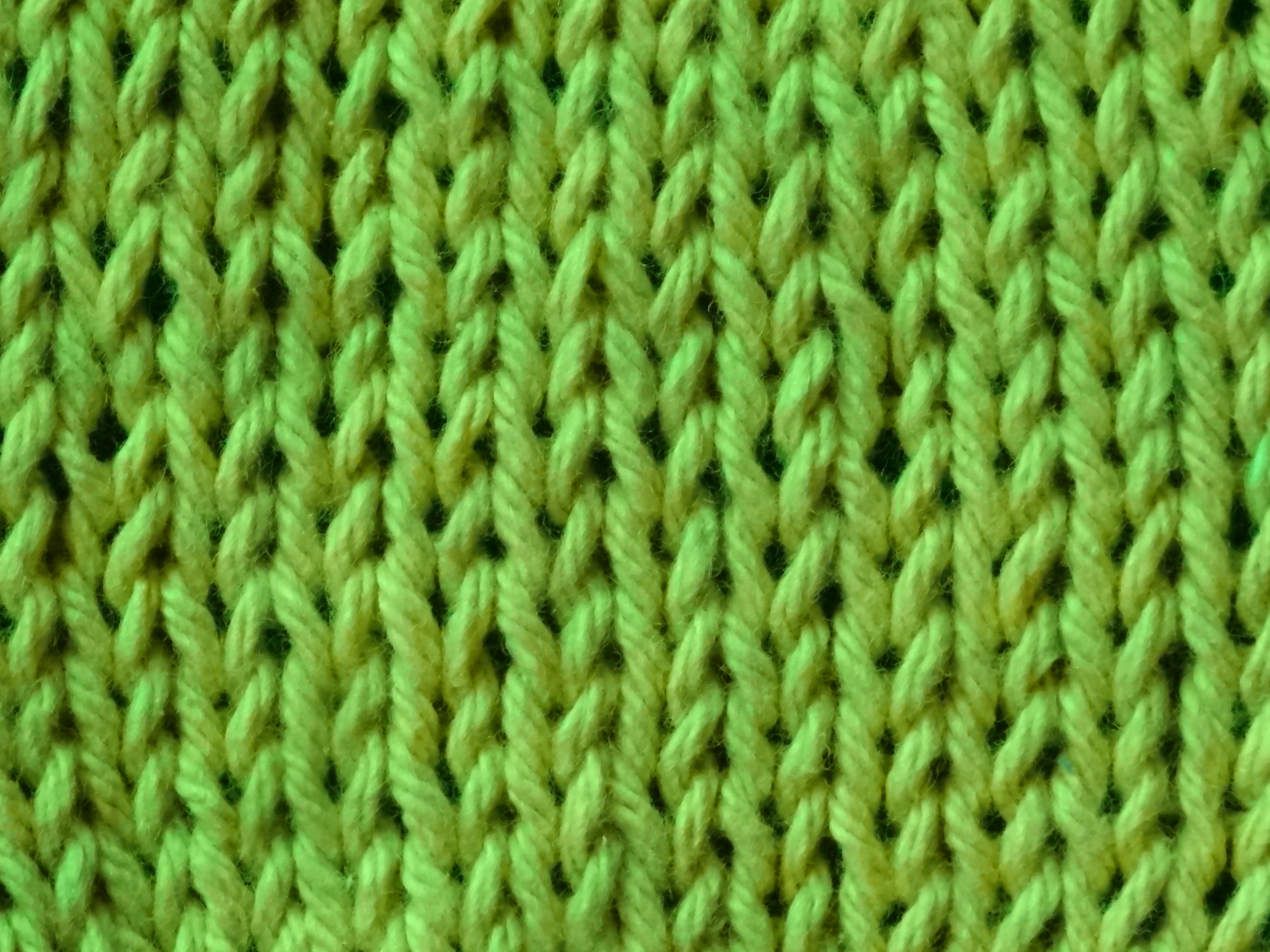
Egyszínoldalas jersey színoldala

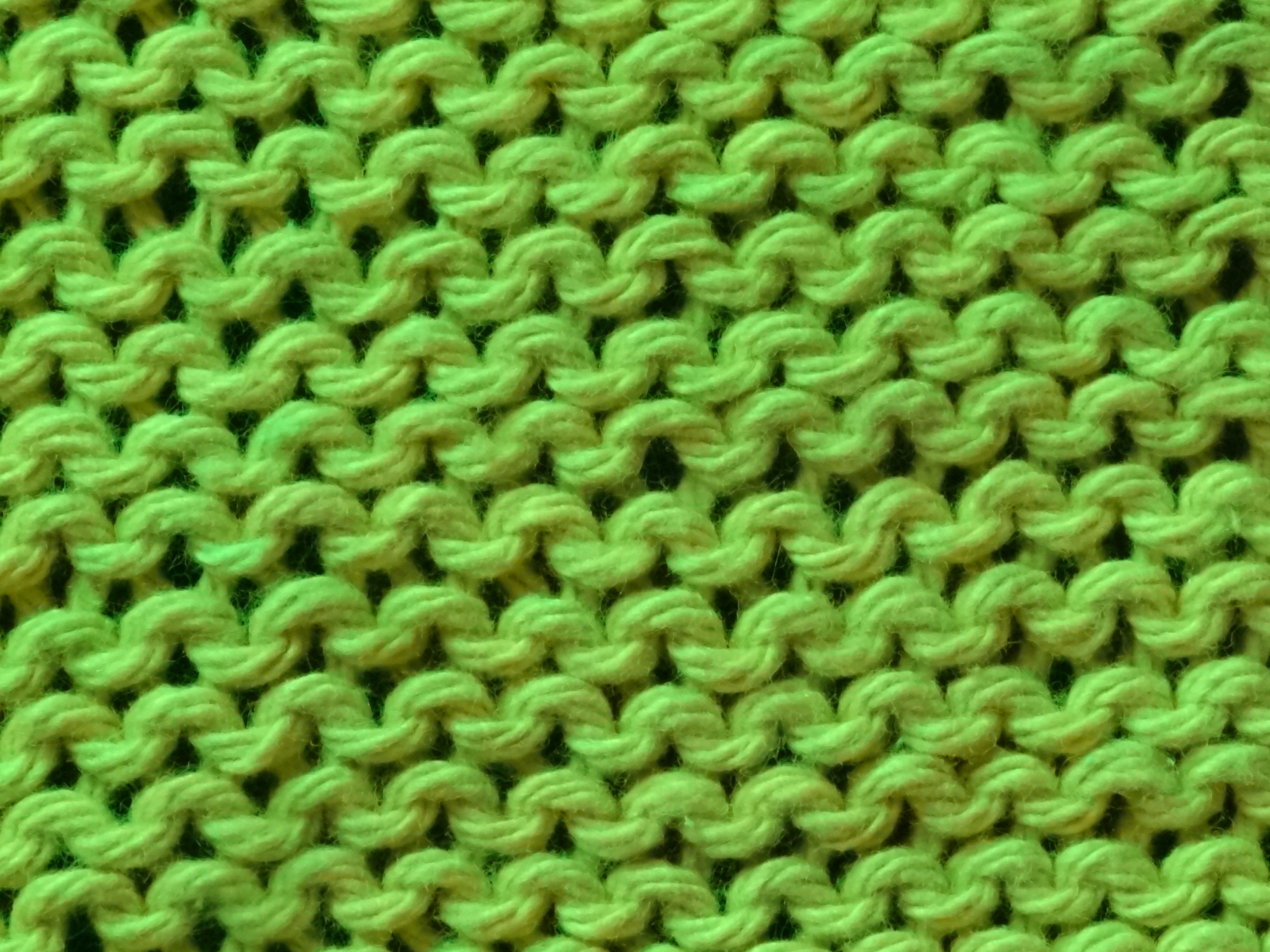
Egyszínoldalas jersey fonákoldala

A jersey (ejtsd: dzsörzi) mint textilanyag eredetileg gyapjúból készült, kézzel kötött kelme volt, amely a La Manche-csatornában elhelyezkedő Jersey szigetről kapta a nevét, ahol gyapjúból, kézikötéssel, vastag pulóvereket kötöttek halászok számára. Ez a termék már a középkortól nagyon népszerű volt és exportálták is. Későbbi elterjedése során a jersey elnevezés mindenféle gyapjúból, pamutból, selyemből, mesterséges szálasanyagból készült vetülékrendszerű kötött kelmére átragadt; kezdetben csak az egyszínoldalas, később már a kétszínoldalas vetülékrendszerű kelméket is jersey-nek nevezték.
A mai szóhasználat szerint a jersey szakkifejezést elsősorban körkötött kelmékre alkalmazzák. Megkülönböztetnek
- egyszínoldalas (single) jersey kelmét, amely egy tűágyon, egyszínoldalas kötésben készül, és
- kétszínoldalas (double) jersey kelmét, amely két tűágyon, kétszínoldalas kötésben készül. Ez utóbbin belül fontos változat az interlock jersey és a jacquard-mintás jersey.

Az egyszínoldalas jersey puha, nyúlékony kelme, amelynek egyik oldalán szín-, a másik oldalán fonákoldali szemek láthatók. A kétszínoldalas jersey ennél vastagabb, kevésbé nyúlékony – ez utóbbi tulajdonság főleg az interlock jerseyre érvényes -, merevebb fogású; mindkét oldalán egyformán színoldali szemek láthatók. Mind az egy-, mind a kétszínoldalas jersey mintás kivitelben is készülhet, pl. jacquard-mintázattal is.

## Alkalmazási területek
Az egyszínoldalas jersey leggyakoribb felhasználása az alsóruházati cikkek gyártása, köztük a legismertebb a T-ing, de népszerű ágyneműanyag is. Ezekre az alkalmazásokra gyakran elasztánfonalat is belekevernek, hogy fokozzák a kelme rugalmasságát.
A kétszínoldalas jersey általában ruhaanyagként szolgál, főleg női ruhákat, kabátokat, férfizakót készítenek belőle.